# Hiroyuki Ishida
Hiroyuki Ishida (Kanagawa, 31 augustus 1979) is een Japans voetballer.